# Mehr als eine Straße
Mehr als eine Straße ist ein Dokumentarfilm des DEFA-Studios für Wochenschau und Dokumentarfilme aus dem Jahr 1959 mit einem sehr großen Anteil an Archivmaterial.

## Handlung
Der Film zeigt die Karl-Liebknecht-Straße in Berlin aus der Sicht des Kampfes der Arbeiterklasse über 40 Jahre im 20. Jahrhundert.
Aus dem Vorspann: „Von 1918 bis 1958 wurde dieser Film gedreht. Unzählige Kameraleute schufen Dokumente aus 40 Jahren Deutscher Geschichte:“
Aus dem Kommentar: „Eine Straße im Zentrum der deutschen Hauptstadt. Sie beginnt am ehemaligen Lustgarten, dem heutigen Marx-Engels-Platz. Einst Kaiser-Wilhelm-Straße, heute die Liebknecht-Straße. Sie führt an der Zentralmarkthalle vorbei zum jetzigen Luxemburg-Platz mit der Volksbühne. 50 Jahre deutscher Geschichte, gesehen auf dieser Straße.“

## Produktion
Der Film wurde Schwarz-weiß gedreht, die Musikbearbeitung kam von Kurt Grottke. Der Anlauf in den Kinos der DDR erfolgte am 1. Dezember 1959. Im DFF wurde der Film erstmals am 16. Januar 1960 gezeigt.
Es handelt sich in dem Film um den bis 1969 bestehenden Verlauf der Karl-Liebknecht-Straße, der ab der Stadtbahn vom Berliner Dom kommend, in der heutigen Rosa-Luxemburg-Straße seine Fortführung fand.